# Gonzalo Blumel
Gonzalo Fernando Blumel Mac-Iver (Talca, 17 de mayo de 1978) es un ingeniero civil ambiental y político chileno, militante de Evolución Política (Evópoli). Ejerció como ministro Secretario General de la Presidencia y ministro del Interior y Seguridad Pública durante el segundo gobierno del presidente Sebastián Piñera, desde el 28 de octubre de 2019 hasta el 28 de julio de 2020.
Inició su carrera profesional el 2001 como investigador del Centro de Medioambiente del Departamento de Ingeniería Industrial de la Pontificia Universidad Católica de Chile (PUC). En 2005 asumió como secretario de Planificación de la Municipalidad de Futrono. Luego, se desempeñó como investigador del programa de medioambiente del think tank Libertad y Desarrollo (LyD).
En la primera administración del presidente Piñera tuvo tres cargos. Entre marzo y julio de 2010 fue jefe de gabinete del ministro de la Secretaría General de la Presidencia, Cristián Larroulet. Luego, fue jefe de la División de Estudios de ese mismo ministerio, y en marzo de 2013 asumió como jefe de asesores de la presidencia, hasta marzo de 2014.
Tras el fin del gobierno, ejerció como director ejecutivo de la Fundación Avanza Chile. También realizó clases en la PUC y en la Universidad del Desarrollo (UDD).
Actualmente forma parte del consejo directivo del centro de estudios Horizontal y es vicepresidente de Evopoli.

## Biografía

### Familia
Es hijo de Juan Enrique Blumel Méndez —nieto del exhermano capuchino alemán Santiago Blümel y de Rosa Ancán, hija de un lonco mapuche— y de Emma Francisca Mac-Iver Prieto —bisnieta del político radical Enrique Mac-Iver y de Emma Ovalle Gutiérrez, nieta de José Tomás Ovalle—.

### Estudios
Realizó sus estudios en el Liceo Blanco Encalada de Talca, en el colegio Inmaculada Concepción de Vitacura y en los Sagrados Corazones de Manquehue. Luego, estudió ingeniería civil industrial y un máster en ciencias de la ingeniería en la Pontificia Universidad Católica, donde obtuvo mención en medioambiente. En septiembre de 2007 inició un máster en economía en la Universidad de Birmingham, grado que obtuvo un año más tarde.

## Carrera profesional
En 2004, tras egresar de ingeniería, postuló al programa «Jóvenes al Servicio de Chile», destinado a llevar jóvenes profesionales a la administración pública. Asumió el cargo de secretario de planificación de la municipalidad de Futrono, donde se hizo cercano con el alcalde recién electo, Jorge Tatter. Por el mismo programa llegó al cargo de administrador municipal Ignacio Guerrero, ingeniero comercial de la misma universidad y exsubsecretario de Economía de Chile. Guerrero decía de Blumel:

nunca tuve que preocuparme de su área, era un muy buen gestor y desarrollador de proyectos. Pasamos a ser la Municipalidad de la región que más se ganó fondos del gobierno para hacer cosas en la zona

En 2008 comenzó a trabajar en Libertad y Desarrollo, en el programa de medio ambiente, dirigido por Ana Luisa Covarrubias. Cristián Larroulet era el director ejecutivo. Blumel colaboró con la redacción del programa de gobierno de la campaña de Piñera de 2009.
En marzo de 2010, Larroulet asumió como ministro de la Secretaría General de la Presidencia y reclutó a Blumel como jefe de gabinete. Estuvo cuatro meses, y luego el ministro le encargó asumir como jefe de la División de Estudios de la misma cartera. En 2011, mientras ocupaba ese cargo, fue elegido por el diario El Mercurio entre los «100 jóvenes líderes» de ese año.

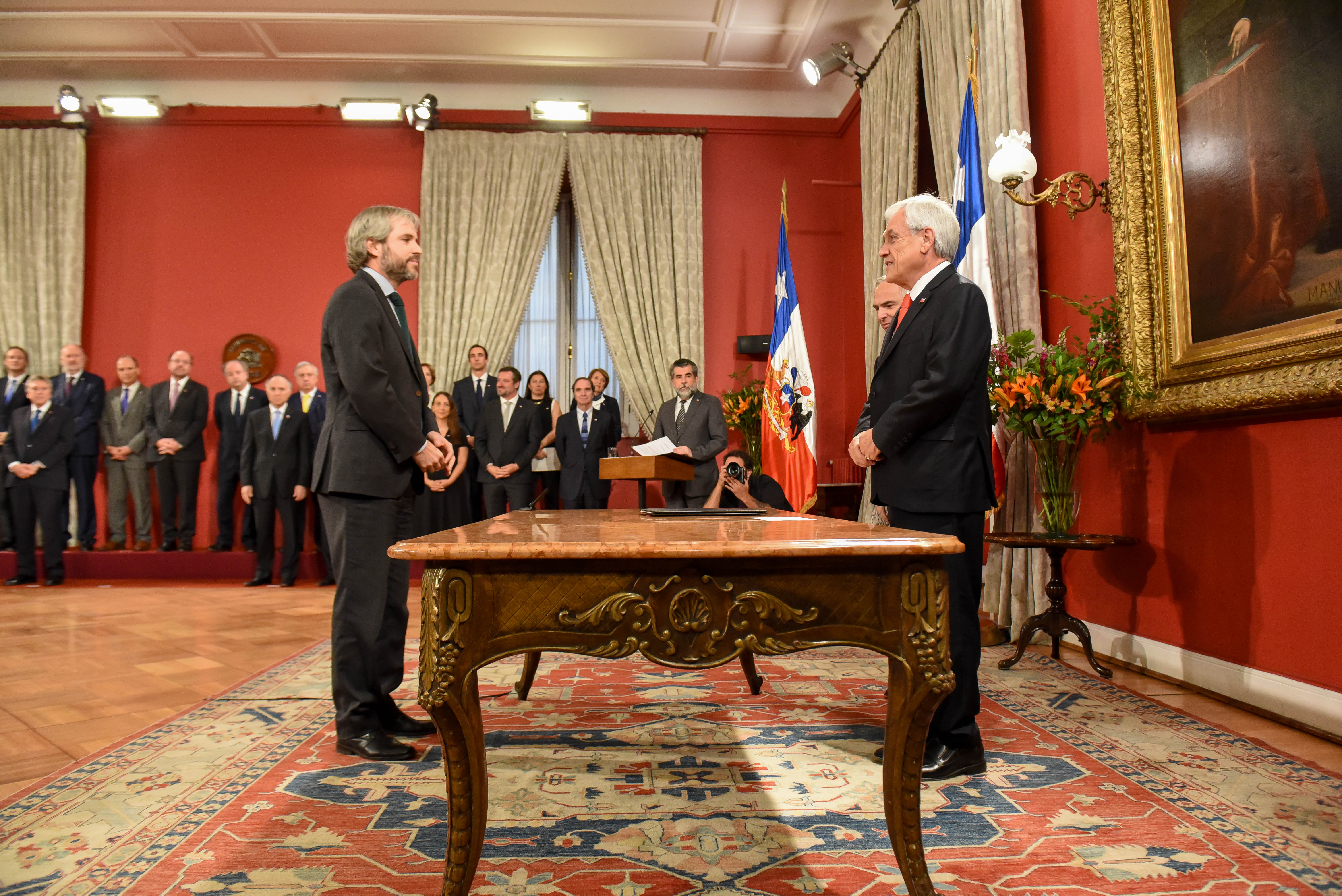
Blumel jurando como ministro del Interior en octubre de 2019.

En marzo de 2013, María Luisa Brahm, la jefa de asesores de la Presidencia, dejó el cargo para asumir como ministra del Tribunal Constitucional de Chile. El Mandatario le ofreció el cargo a Blumel. Asumió entonces como timonel del llamado «segundo piso» —en referencia a la ubicación de este equipo en el Palacio de La Moneda—, un cargo de suma confianza del presidente, encargado de facilitar la concreción de las prioridades presidenciales.
Tras el fin del gobierno, fue director ejecutivo de la Fundación Avanza Chile, un centro dedicado a la investigación y promoción de políticas públicas, panelista estable de las radios La Clave, Cooperativa y Agricultura y columnista del Diario Pulso. También fue coordinador de los ejes programáticos de la campaña presidencial de Sebastián Piñera de 2017 junto con la economista Susana Jiménez. 
El 11 de marzo de 2018 asumió como Ministro Secretario General de la Presidencia (Segpres) y el 28 de octubre de 2019, tras el inicio del estallido social, fue nombrado ministro del Interior y Seguridad Pública, cargo en el que le tocó impulsar el Acuerdo por la Paz y la Nueva Constitución. Dejó el ministerio el 28 de julio de 2020 luego del conflicto generado por la aprobación del proyecto de ley de retiro del 10%. Meses después, con el triunfo de la opción «Apruebo» en el plebiscito de octubre de 2020, dio a conocer su postulación a un cupo como constituyente por el distrito 10 en las elecciones de abril de 2021.
En agosto de 2023 publicó el libro "La vuelta larga, crónica personal de la crisis de octubre" (Ediciones UC), en el que relata su experiencia como ministro de Segpres e Interior durante el estallido social, el que fue elegido entre los diez mejores libros sobre el estallido según una encuesta realizada por Ex-Ante.  

## Política
Participó en la fase fundacional de Evópoli, y en la actualidad es militante de dicho partido político.

## Vida personal
Es casado y tiene tres hijos.
Es músico aficionado. Mientras realizaba sus estudios de ingeniería civil, se enroló en la Escuela Moderna de Música, donde inició estudios de guitarra clásica junto al profesor Jaime Calisto. Mientras estuvo en Futrono perfeccionó sus conocimientos en Valdivia con Patricio Ruiz-Tagle. Forma parte de una banda llamada “Huellantu”, especializada en música tradicional latinoamericana.

## Publicaciones
Modernización del Estado, Probidad y Transparencia: condiciones esenciales para una descentralización exitosa (capítulo), Desarrollo Territorial Colaborativo,  Descentralizando poder, competencias y recursos. Ediciones Universidad de la Frontera y Fundación Chile Descentralizado...Desarrollado (Julio 2019). 
La vuelta larga, Crónica personal de la crisis de octubre. Ediciones UC (2023). 388 páginas.
Cómplices pasivos: aprendizajes e involuciones. Revista Santiago, Universidad Diego Portales (Septiembre, 2023).
Un acuerdo para avanzar. Revista Mensaje (Nº736 Enero-Febrero 2025).

## Historial electoral

### Elecciones de convencionales constituyentes de 2021
- Elecciones de convencionales constituyentes de 2021, para convencional constituyente por el distrito 10 (La Granja, Macul, Ñuñoa, Providencia, San Joaquín y Santiago)[11]

|  | 12,3 % |

|  | 9,3 % |

|  | 7,5 % |

|  | 5,1 % |

|  | 4,5 % |

|  | 4,4 % |

|  | 3,4 % |

|  | 2,9 % |

|  | 2,5 % |

|  | 2,4 % |

|  | 1,8 % |

|  | 0,9 % |

|  | 0,7 % |

|  | 0,5 % |